# Jaromír Börčök
Jaromír Börčök (16. února 1947 – 22. března 2008) byl slovenský fotbalista, útočník. Později byl mezinárodním rozhodčím ve futsalu.

## Fotbalová kariéra
V československé lize hrál za Slovan Bratislava. Nastoupil ve 2 ligových utkáních. Gól v lize nedal.

## Ligová bilance
| Ročník                                   | Zápasy | Góly | Klub              |
| ---------------------------------------- | ------ | ---- | ----------------- |
| 1. československá fotbalová liga 1965/66 | 2      | 0    | Slovan Bratislava |
| CELKEM 1. liga                           | 2      | 0    |                   |